# Chaos: In the Darkness
Pour les articles homonymes, voir Chaos.
 (novembre 2014).
Si vous disposez d'ouvrages ou d'articles de référence ou si vous connaissez des sites web de qualité traitant du thème abordé ici, merci de compléter l'article en donnant les références utiles à sa vérifiabilité et en les liant à la section « Notes et références ».
Chaos: In the Darkness est un jeu vidéo développé par 4Realms. À ce jour en béta interne, une sortie est prévue en septembre 2014.
Il est développé en Java, avec le moteur graphique JMonkeyEngine.

## Système de jeu
CHAOS est un jeu de rôle, action / aventure, mettant en scène un ou plusieurs aventuriers luttant pour repousser les forces du Mal. Le titre peut être joué en solo comme en multijoueurs.
Des affrontements joueurs contre joueurs sont également prévus (PvP).
Proche d'un Rogue-like, CHAOS proposera d'explorer des donjons générés de manière aléatoire. Les principes fondamentaux des RPG actuels sont au rendez-vous, avec un choix parmi 10 classes de personnages. Un livre de compétences sera à compléter au fil de l'évolution du personnage,.
L'artisanat aura une place importante dans CHAOS, et sera prochainement présenté[pas clair].
CHAOS aura la particularité d'être jouable via une connexion Internet, mais aussi en réseau local. Il ne nécessitera donc pas forcément d'un accès à Internet.
Le jeu sera disponible sur PC, Mac & Linux.

## Scénario
Plusieurs divinités cèdent une partie de leurs pouvoirs aux humains pour lutter contre les forces du Mal qui envahissent la Silmerie.
L'histoire débute dans le village de Fort-Merals, où le Chaos tente de prendre sous sa coupe la région.